# 娃娃音
娃娃音是指成年人聲音聽起來像小孩的發音，有時有個音會特別長。
儘管許多是先天的，但有些就算本身並非娃娃音的人，也會在撒嬌時出現娃娃音，所以也有許多人認為娃娃音是可以裝出來（楊丞琳），甚至訓練出來（例如配音員林凱羚） 、韓國女演員金智媛，或當唱歌技巧的（A-Lin）。 有些時候，女性唱歌唱到較高的音域時，也會有娃娃音。
因為音調特殊，擁有娃娃音的人可能會遭受同儕排擠和霸凌。

## 娃娃音人物
有許多台灣或日本藝人說話或唱歌皆會有娃娃音。以下是一些著名且擁有娃娃音的人：
- 日本
  - 歌手：大塚愛
- 台灣
  - 歌手：郭采潔
  - 藝人：林志玲、林美照、蔡閨、劉真、馮媛甄、愷樂（前藝名蝴蝶姐姐）、黑Girl成員丫頭、前黑澀會美眉Albee、陳怡蓉
  - 配音員：林美秀
- 香港
  - 歌手：王菀之
- 中國大陸
  - 藝人：杨幂